# Nagrada Bartolomé Hidalgo
Nagrada Bartolomé Hidalgo (španjolski: Premios Bartolomé Hidalgo) najpoznatija je i najcjenjenija urugvajska književna nagrada.
Utemeljena je 1988. godine, i nazvana prema Bartoloméu Hidalgu, jednom od osnivača gaučevske književnosti.
Dodjeljuje ju Urugvajsko društvo književnika (Cámara Uruguaya del Libro) u više kategorija:
- Najbolje prozno (poetsko) djelo,
- najbolje djelo na temu dječje književnosti,
- najbolje djelo na temu državne povijesti,
- najbolji esej,
- najbolja književna kritika.[2]